# Norderwerft

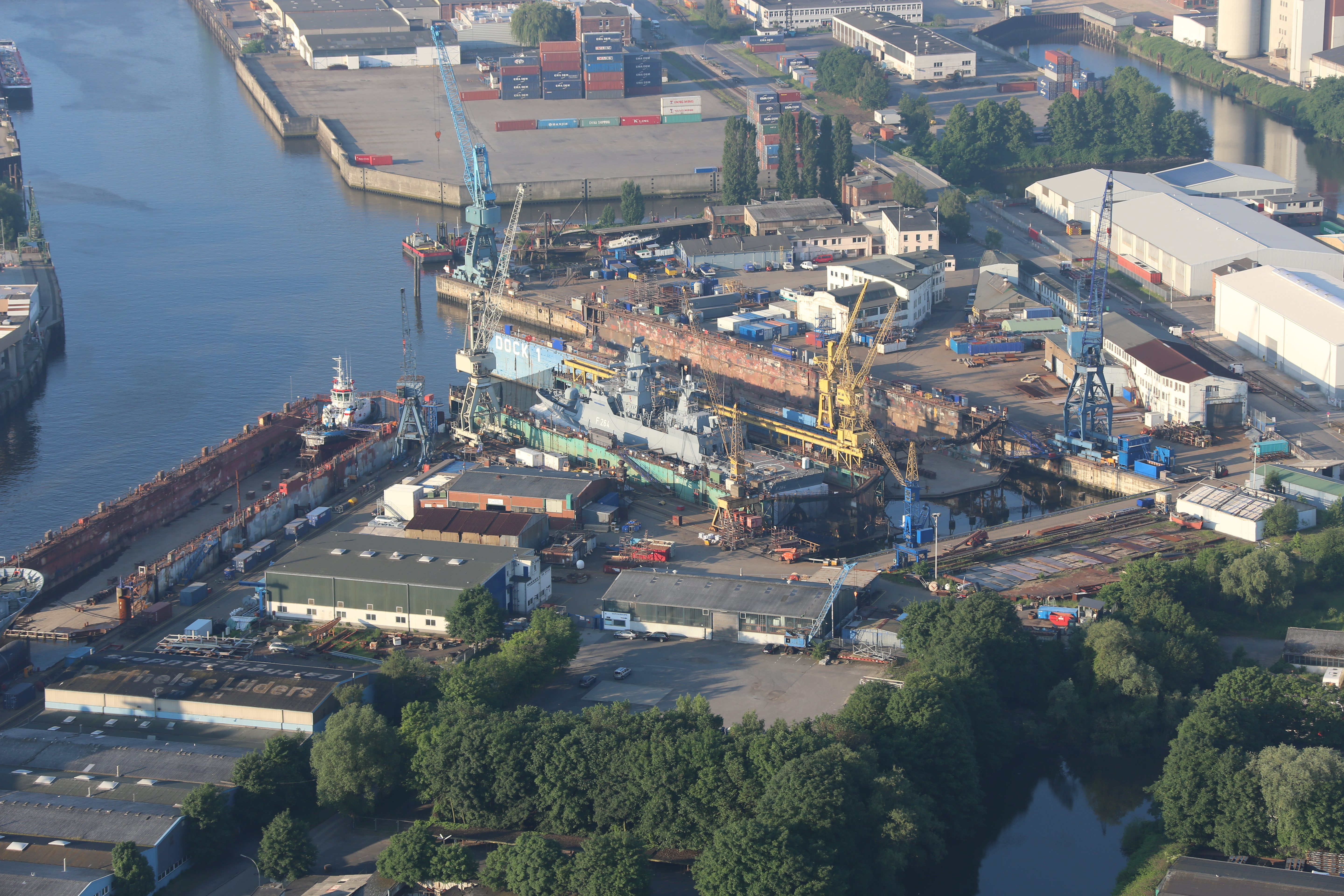
Norderwerft aus der Luft

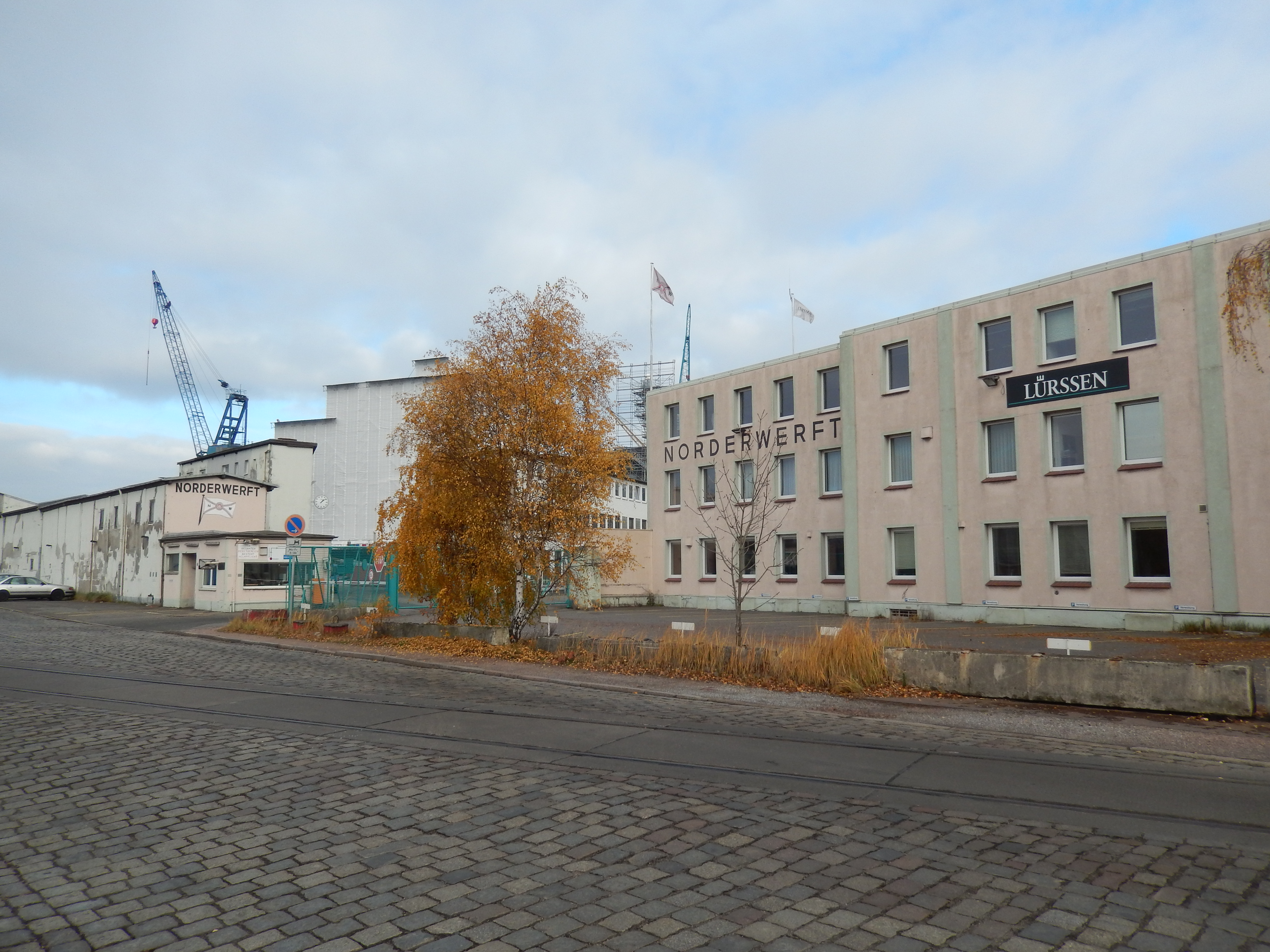
Norderwerft von der Landseite

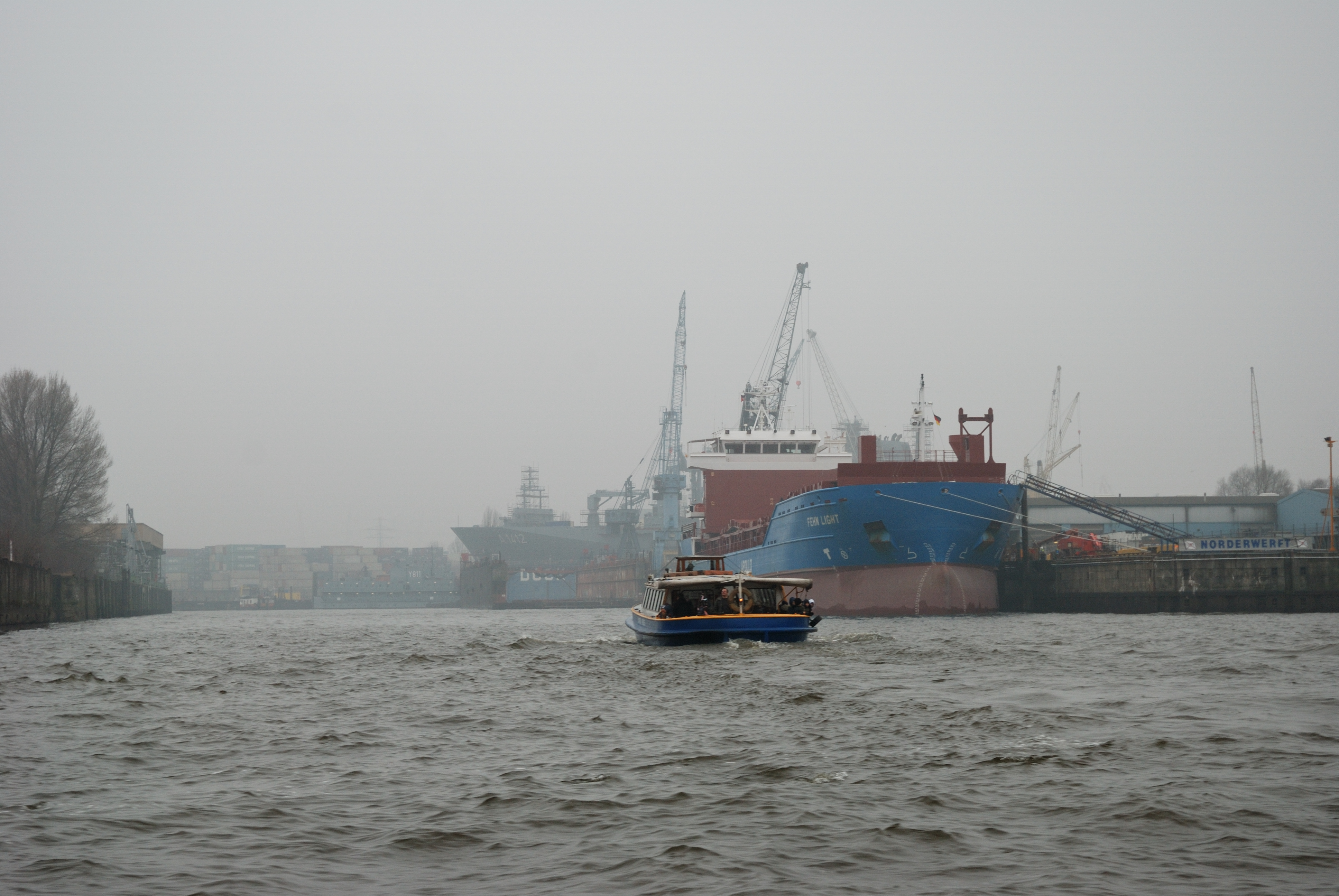
Norderwerft von der Wasserseite

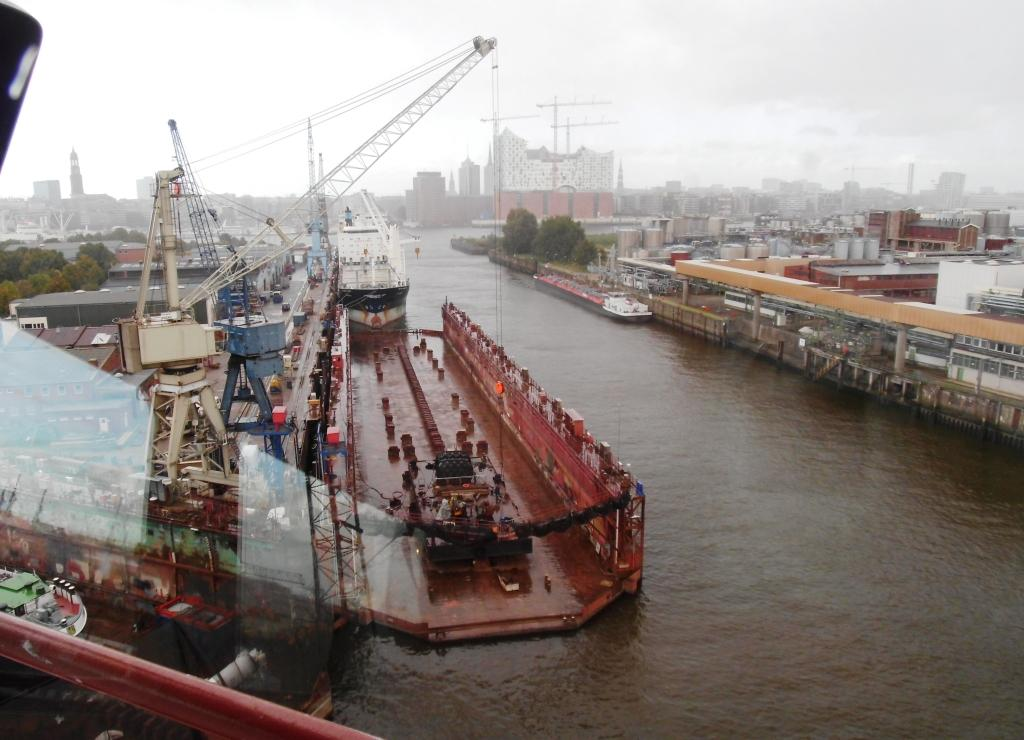
Schwimmdock der Norderwerft

Die Norderwerft in Hamburg gehört seit dem 1. Oktober 2021 zur Naval Vessels Lürssen (NVL) Group. Das Betriebsgelände befindet sich auf dem Steinwerder am Reiherstieg.
Die Norderwerft verfügt über drei Docks und einen 450 m langen Kai mit drei Liegeplätzen. Dock 1 ist 164 m lang, 28 m breit und kann Schiffe bis zu 12.500 t aufnehmen, Dock 2 ist 118 m lang, 24 m breit und verfügt über eine Tragfähigkeit von 5.500 t, Dock 3 ist 150 m lang, 23,5 m breit und für eine Tragfähigkeit von 5.000 t ausgelegt.

## Geschichte
Die Werft wurde von Reinhold F. Holtz gegründet. Nachdem die Kapazität des Betriebsgeländes seiner Schlosswerft Reinhold F. Holtz (am Harburger Schloss in Harburg) nicht mehr ausreichend war, pachtete er zum 1. August 1906 das Gelände am Reiherstieg und legte darauf bis 1908 fünf Slipanlagen (ausgelegt für Schiffe bis zu 600 t) an. 1912 folgte ein Schwimmdock mit 1000 t Hebefähigkeit. Neben dem Neubau beschäftigte die Werft sich intensiv mit dem Umbau und Reparaturen von Schiffen. Zunächst waren die Kaiserliche Marine, der Hamburger Senat und ausländische Auftraggeber die Hauptkunden.
1918 wurde die Werft von Hamburger Kaufleuten gekauft, die zu der Zeit auch die Elbewerft in Boizenburg kauften. Es entstand die Vereinigte Elbe- und Norderwerft Aktiengesellschaft, die jedoch 1921 durch Abtrennung der Elbewerft wieder zur Norderwerft AG wurde. Das Werftgelände wurde um das Doppelte vergrößert und immer wieder ausgebaut und erneuert, um den Anforderungen gerecht zu werden. Zeitweise waren bis 954 Personen auf der Werft beschäftigt. Das Bauprogramm umfasste diverse Kleinfahrzeuge sowie mittlere Schiffe unterschiedlichen Typs. Die Kundschaft saß überwiegend in Hamburg. Im April 1923 lieferte die Werft mit der Hermes einen der ersten deutschen Motor-Bergungsschlepper ab. 1925 ließ Graf Luckner dort seinen Viermastschoner Vaterland umbauen. In den 1930er Jahren stieg die Werft in den Bau von Fischdampfern für Hamburger und Cuxhavener Reedereien ein. 1919 hatte man mit der Reparatur und der Umrüstung von Eisenbahnwaggons begonnen. Dieser Geschäftsbereich konnte immerhin bis 1974 fortgeführt werden. 1935 wurde der 1921 eingestellte Werftvorstand Johann Rathje Köser (1876–1967) Teilhaber, gemeinsam mit dem Oberingenieur Heinrich Meyer (1875–1945), der seit 1923 auf der Werft tätig war. Ab 1936 firmierte das Unternehmen als Norderwerft Köser & Meyer OHG. Das Reichsluftfahrtministerium (RLM) in Berlin entwickelte sich ab 1935 zu einem wichtigen Kunden. Bis in den Zweiten Weltkrieg hinein wurden vor allem Flugsicherungsschiffe, aber auch andere Schiffstypen für die Seefliegerei der Luftwaffe erbaut.
Nach dem Zweiten Weltkrieg wurde die völlig zerstörte Werft wieder aufgebaut und der Werftbetrieb wieder aufgenommen, so dass ab 1948 der erste Neubau aufgelegt wurde. Frachter und Tanker, aber auch Eisbrecher, Kümos, Fähren, Schuten und Fischereifahrzeuge wurden wieder gebaut. Darunter auch das Seebäderschiff Bunte Kuh und der Umbau eines Leichters zur Flussschifferkirche. Von 1945 bis 1967 leitete der Ingenieur Johann Köser, der bereits seit 1921 einen Direktionsposten innehatte, die Werft als Alleininhaber.
Ab 1950 trat die Hafendampfschiffahrts-AG (HADAG) in den Kreis der Stammkunden und ließ Pontons und Hafenfähren bauen. In den 1960er Jahren wurden die Geschäftsbedingungen schwieriger, doch einige technisch herausragende Neubauten gelangten zur Ablieferung. So etwa der Tender Saar (1960), das Wehrforschungsschiff Planet (1967) für die Bundesmarine und der Eisbrecher Max Waldeck (1967) für die Wasser- und Schifffahrtsdirektion Kiel. Bis zu seinem Tod am 28. September 1967 hatte Johann Rathje Köser seinen Betrieb (ab 1964 Norderwerft Johann Rathje Köser) durch sehr wechselvolle Zeiten geführt. Doch schließlich drohte 1971 die Insolvenz, jedenfalls wurde ein Konkursverwalter bestellt. Nach schwierigen Verhandlungen konnte am 2. Dezember 1971 unter Vermittlung des Hamburger Senats und mit Beteiligung des Hamburger Bergungsunternehmers Ulrich Harms die neue Auffanggesellschaft Norderwerft Ulrich Harms GmbH gebildet und die von der Schließung bedrohte Werft zunächst gerettet werden.

### 1972 – Übernahme durch die Sietas-Werft
Im Jahr 1971 geriet die Werft aufgrund des zunehmenden Preisdrucks im Schiffbau in Zahlungsschwierigkeiten. Sie wurde zunächst mit Hilfe des Hamburger Senats gerettet und dann am 2. Januar 1972 von Johann Jacob Sietas, dem Inhaber der von ihm geführten J. J. Sietas KG Schiffswerft GmbH u. Co. übernommen und als Kommanditgesellschaft Norderwerft GmbH & Co. in die Sietas-Unternehmensgruppe integriert. Im Jahr 1980 wurde der Neubaubetrieb auf der Norderwerft eingestellt. Danach beschäftigt sich das Unternehmen ausschließlich mit der Reparatur und dem Umbau von Schiffen. Zudem übernahm die Norderwerft die Endfertigung von solchen Sietas-Schiffen, deren Breite 22 Meter und damit die Durchfahrtsbreite des alten Estesperrwerk überstieg. Entsprechende Doppelhüllenschiffe, die Sietas ab 1993 beispielsweise mit dem Typ 150 baute, wurden mit mittschiffs fehlender Außenhülle, aber bereits komplett montierter Innenhülle, zur Norderwerft geschleppt und dort fertiggestellt. Im Jahr 1996 lieferte die Norderwerft mit der Osnabrück erstmals wieder einen eigenen Neubau für Sietas ab.
Die Norderwerft war als Reparaturwerft gut beschäftigt und hatte von 2006 bis 2012 in jedem Jahr schwarze Zahlen geschrieben. Die Umsätze lagen zwischen 25 Millionen und 48 Millionen Euro.

### 2012 – Übernahme durch Lürssen
Nach der Insolvenz der Sietas-Werft wurde die Norderwerft am 1. Oktober 2012 durch die Fr. Lürssen Werft GmbH & Co. KG übernommen und als weiterer Werftstandort in die Lürssen-Werftengruppe integriert. Lürssen übernahm die komplette Belegschaft von rund 100 Beschäftigten und hat für das Gelände inzwischen mit der Hafenverwaltung Hamburg Port Authority (HPA) einen neuen Pachtvertrag für 30 Jahre geschlossen.

### 2021 – NVL (Naval Vessels Lürssen)
Lürssen hat die Sparte Marineschiffbau zum 1. Oktober 2021 in die Naval Vessels Lürssen (NVL Group) ausgegründet, die Rechtsnachfolger des früheren Teilbetriebs der Lürssen-Sparte Defence ist. Das Unternehmen ist unverändert Teil der familiengeführten Unternehmensgruppe Lürssen. Zur NVL Group gehören das Bremer Unternehmen NVL B.V. & Co. KG als Dachgesellschaft, Blohm+Voss in Hamburg, die Peene-Werft in Wolgast, die Reparaturwerften Neue Jadewerft in Wilhelmshaven und die Norderwerft in Hamburg sowie Standorte in Australien, Bulgarien und Brunei.